# Niirala (stacja kolejowa)
Niirala – stacja kolejowa w miejscowości Wiartsila, w gminie Tohmajärvi, w podregionie Keski-Karjala, w Karelii Północnej, w Finlandii. Położona jest na linii z rosyjskiej Matkasielki do Joensuu. Jest to jedna z czterech fińskich stacji granicznych na granicy z Rosją.

## Historia
Po II wojnie światowej Finlandia utraciła na rzecz Związku Sowieckiego część wschodnich terenów państwa, w tym pobliską Niirali stację Wiartsila. W związku z tym postanowiono wybudować nową stację na końcu fińskiego odcinka linii. Stacja Niirala została otwarta 1 grudnia 1948. W 1953 zdegradowana do przystanku kolejowego. W 1955 przywrócono jej status stacji.